# Geir Inge Sivertsen
Geir Inge Sivertsen (født 29. august 1965) er en norsk politiker (Høyre) og forretningsmand. Han blev fiskeriminister den 24. januar 2020 i Erna Solbergs regering.
Fra 2011 til 2019 var han borgmester i Lenvik kommune, hvor han havde fungeret i kommunestyret siden 1999. Fra 2020 er han viceborgmester for det fusionerede Senja kommune. I november 2019 blev Sivertsen også udnævnt til statssekretær for handels- og industriministeren Torbjørn Røe Isaksen i handels- og fiskeriministeriet.